# Henri François Anne de Roussel
Henri François Anne de Roussel (ur. 11 lipca 1748 w Saint-Bômer-les-Forges, zm. 17 lutego 1812 w Caen) – francuski lekarz i przyrodnik.

## Życiorys
Otrzymał tytuł magistra sztuki na Uniwersytecie w Caen w 1767 roku. Po uzyskaniu doktoratu wyjechał na jakiś czas do Paryża, ale w lipcu 1773 r. wrócił do Caen. W 1775 r. został członkiem stowarzyszonym Kolegium Lekarzy w Lyonie po napisaniu po łacinie rozprawy, w której odpowiadał na pytania tego zgromadzenia dotyczące ran. Bazując na własnych obserwacjach zajął się badaniem ospy prawdziwej, jej różnymi postaciami i leczeniem. Rząd powierzył mu katedrę medycyny i botaniki, następnie fizyki eksperymentalnej i chemii, a wreszcie historii naturalnej. W 1778 r. został członkiem l'Académie des sciences, arts et belles-lettres de Caen (Akademia Nauki, Sztuki i Literatury w Caen). W latach 1786–1789 był dyrektorem Ogrodu Botanicznego w Caen, które to stanowisko zajmował ponownie w latach 1801–1812. Na Uniwersytecie w Caen uzyskał tytuł profesora medycyny.
Roussel jest autorem kilku książek z zakresu medycyny, botaniki i mykologii (która wówczas była działem botaniki). Zgromadzone przez niego okazy zielnikowe roślin i grzybów są przechowywane w zielniku Uniwersytetu w Caen. Niektóre okazy znajdują się w zielniku Ogrodu Botanicznego w Dublinie.
W naukowych nazwach opisanych przez niego taksonów dodawane jest jego nazwisko Roussel.

## Wybrane publikacje
1. Questio medica ... An quo propius hypomoclio inseruntur musculi, eo majores ossium apophises musculares? [współautor: François Benjamin Félix Cabaret],[Cadomi, Apud Joannem-Claudium Pyron], 1775.
2. Recherches sur la petite vérole : sa marche, ses nuances, & les meilleurs moyens de la traiter ; avec des observations sur l'epidémie qui a régné dans Anfréville & les environs ... sur la nature de gas inflammables & détonnans, & les meilleurs moyens de prévenir leurs pernicieux effets, on d'y remédier ... & sur la dyssenterie epidémique qui a régné l'année 1779, dans la ville de Caen & ses environs, Caen, G. Le Roy, 1781.
3. Tableau des plantes usuelles rangées par ordre : suivant les rapports de leurs principes et de leurs propriétés, Caen, L.J. Poisson, 1792.
4. Thèses sur la matière médicale qui seront soutenues aux Écoles sous la présidence du Cit.: De Roussel, Caen, [1794].
5. Élémens de chymie et de physique expérimentale : à l'usage des Écoles centrales du Calvados, Caen, Chez la veuve Poisson, Sixième Année Républicaine [i.e. 1798].
6. Observations sur la nature de l'atrabile : et sur le traitement des maladies atrabilieuses : lues au Conseil de santé du Département du Calvados le 5 Ventôse an VIII, Caen, Impr. de la veuve Poisson, [1800].
7. Rapport sur les productions du Conseil de santé du Département du Calvados, Caen, Chez F. Poisson, An XI [i.e. 1803].
8. Flore du Calvados et des terreins adjacens : composée suivant la méthode de M. Jussieu, comparée avec celle de Tournefort et de Linné, Caen, Impr. de F. Poisson, 1806.
9. Notice sur deux plantes à ajouter à la flore française [juncus multiflorus et vicia poliphylla, [S. l. : s. n.], [18..].